# Acridocephala nicoletii
Acridocephala nicoletii är en skalbaggsart som beskrevs av Thomson 1858. Acridocephala nicoletii ingår i släktet Acridocephala och familjen långhorningar.
Artens utbredningsområde är Gabon. Inga underarter finns listade i Catalogue of Life.